# Лангман, Аркадий Яковлевич
Арка́дий Я́ковлевич Ла́нгман (31 октября 1886, Харьков — 27 января 1968, Москва) — русский и советский архитектор, автор свыше 50 зданий, 21 из них — в Москве.

## Биография

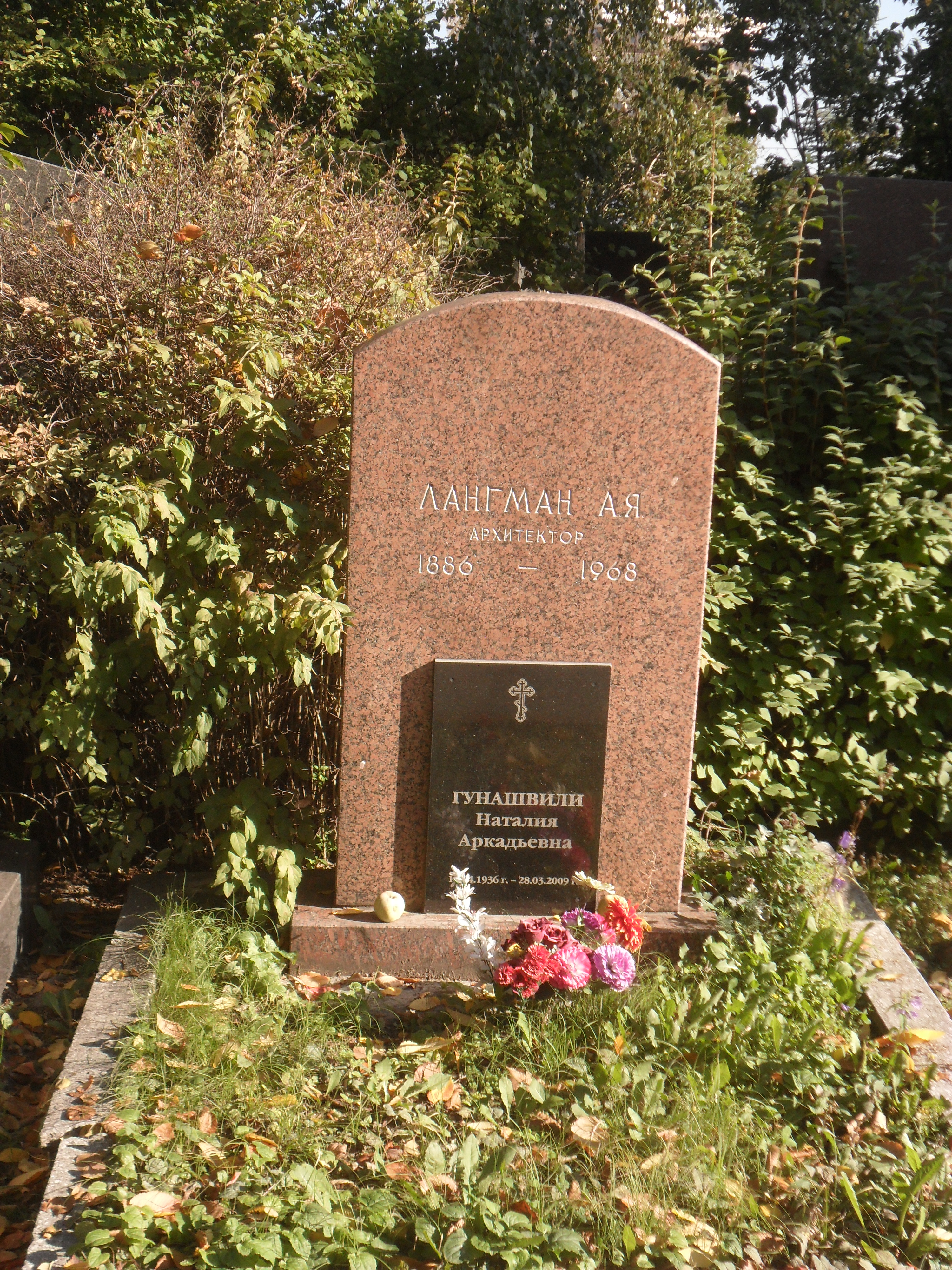
Могила Лангмана на Новодевичьем кладбище Москвы.

Родился в 1886 году в Харькове в еврейской семье, отец был строителем. В 1904—1911 годах учился на архитектурном отделении Высшего политехнического института в Вене. В ходе обучения выполнял проекты жилого дома, виллы художника, санатория, музея. 
После окончания учёбы в 1911 году переехал в Санкт-Петербург, где в течение двух лет работал в различных проектных конторах. В 1913 году подтвердил диплом Венского политехникума в Институте гражданских инженеров императора Николая I, после чего вернулся в Харьков. В Харькове работал в земской управе, имел частную практику.
В 1922 году А. Я. Лангман приехал в Москву для участия в строительстве Каширской ГРЭС. После завершения строительства станции работал архитектором общества Стандартстрой. Занимался разработкой стандартных деревянных конструкций для сооружения типовых жилых домов, школ, больниц. В 1923 году принял участие в сооружении павильона Центрального управления лесной промышленности (ЦУЛП) на Всероссийской сельскохозяйственной и кустарно-промышленной выставке. Работая в Стандартстрое, Лангман спроектировал посёлок стандартных домов в районе Ленинградского шоссе, посёлки в Краматорске и под Харьковом, дом на Первой Брестской улице в Москве.
В 1927 году Я. Лангман стал главным архитектором ведомственной проектной организации Стройдомбюро. С этого момента начался самый плодотворный период деятельности А. Я. Лангмана — за пять лет им было построено 13 зданий. В эти годы Лангман проектирует крупнейший в стране стадион «Динамо», здание Совета Труда и Обороны, здание Наркомвнудела, ряд жилых домов. В 1930—1931 годах А. Я. Лангман посетил Германию, Францию и США. 
С 1934 года — начальник отделения инженерно-строительного отдела  ОГПУ СССР-ГУПВО НКВД. С июля 1936 года — заместитель начальника инженерно-строительного отдела НКВД СССР. С 1937 года на различных должностях в системе ГУЛАГ НКВД: в ноябре 1940 – марте 1941 гг. — заместитель главного инженера строительства Кандалакшинского алюминиевого завода и ИТЛ НКВД СССР. 
Преподавал в Московском высшем техническом училище им. Н.Баумана, был главным архитектором Горстройпроекта Москвы, руководителем архитектурной мастерской Министерства строительства СССР. 
В Москве архитектор жил в построенном им доме в Малом Лёвшинском переулке, 14/9.
А. Я. Лангман скончался в 1968 году в Москве. Похоронен на Новодевичьем кладбище рядом с дочерью Наталией Аркадьевной Гунашвили (1936—2009).
Племянник архитектора — фотограф Елеазар Лангман.

## Награды
- знак «Почетный сотрудник ВЧК-ГПУ» (1934)
- орден Трудового Красного Знамени (29.11.1956)

## Проекты и постройки
- Народный дом имени В. Г. Короленко (1922—1923, Полтава, улица Пушкина, 20/23);
- Павильон Центрального управления лесной промышленности на 1-й Всероссийской сельскохозяйственной выставке, совместно с С. Н. Грузенбергом (1923, Москва), не сохранился[7];
- Жилой дом (1923, Милютинский переулок, 9, стр. 1)[4];
- Дом Госторга, совместно с Б. М. Великовским, М. О. Барщем, Г. Г. Вегманом, В. Н. Владимировым, М. В. Гакен (1925, Москва, Мясницкая улица, 47)[1];
- Стадион «Динамо», совместно с Л. З. Чериковером (1927—1928, Москва, Ленинградский проспект, 36), ныне реконструирован;
- Здание казарм (1927, Москва, Большой Кисельный переулок, 14, стр. 1), ценный градоформирующий объект[4];
- Жилой дом (1927—1928, Москва, Проспект Мира, 46а)[4];
- Дом Стройбюро в Болшеве (1928, Королёв, снесён в марте 2015 года).
- Жилой дом спортивного общества Динамо, строительство по проекту И. А. Фомина (1928—1931, Москва, Улица Большая Лубянка, 12)[1];
- Здание Наркомата внутренних дел, совместно с И. Г. Безруковым (1928—1933, Москва, Мясницкая улица, 1/2 — Фуркасовский переулок, 2/1), выявленный объект культурного наследия[4];
- Общественный корпус Болшевской трудовой коммуны ОГПУ, совместно с Л. З. Чериковером (1930, Королёв, улица Дзержинского, 23)[8];
- Здание Совета Труда и Обороны (в настоящее время — здание Государственной Думы РФ) (1932—1935, Москва, Улица Охотный Ряд, 6), выявленный объект культурного наследия[4];
- Жилой дом, совместно с Л. З. Чериковером, Н. Арбузниковым (1935, Москва, Большой Златоустинский переулок, 5)[1];
- Проект административного здания (1938, Москва, Кисельный переулок), не осуществлён[1];
- Кооперативный жилой дом архитекторов и строителей (1947). Здесь в 1940-х — 1960-х годах жили архитекторы, строители и государственный деятели Н. А. Дыгай, С. З. Гинзбург, А. Я. Лангман, К. М. Соколов, Н. С. Стрелецкий и другие (Москва, Малый Лёвшинский переулок, 14/9), объект культурного наследия регионального значения[4];
- Санаторий «Россия», совместно с архитектором И. Г. Кузьминым (1950, Большая Ялта)[9].
- Жилой дом, совместно с Л. И. Лоповоком (1951, Москва, Орликов переулок, 8)[1].

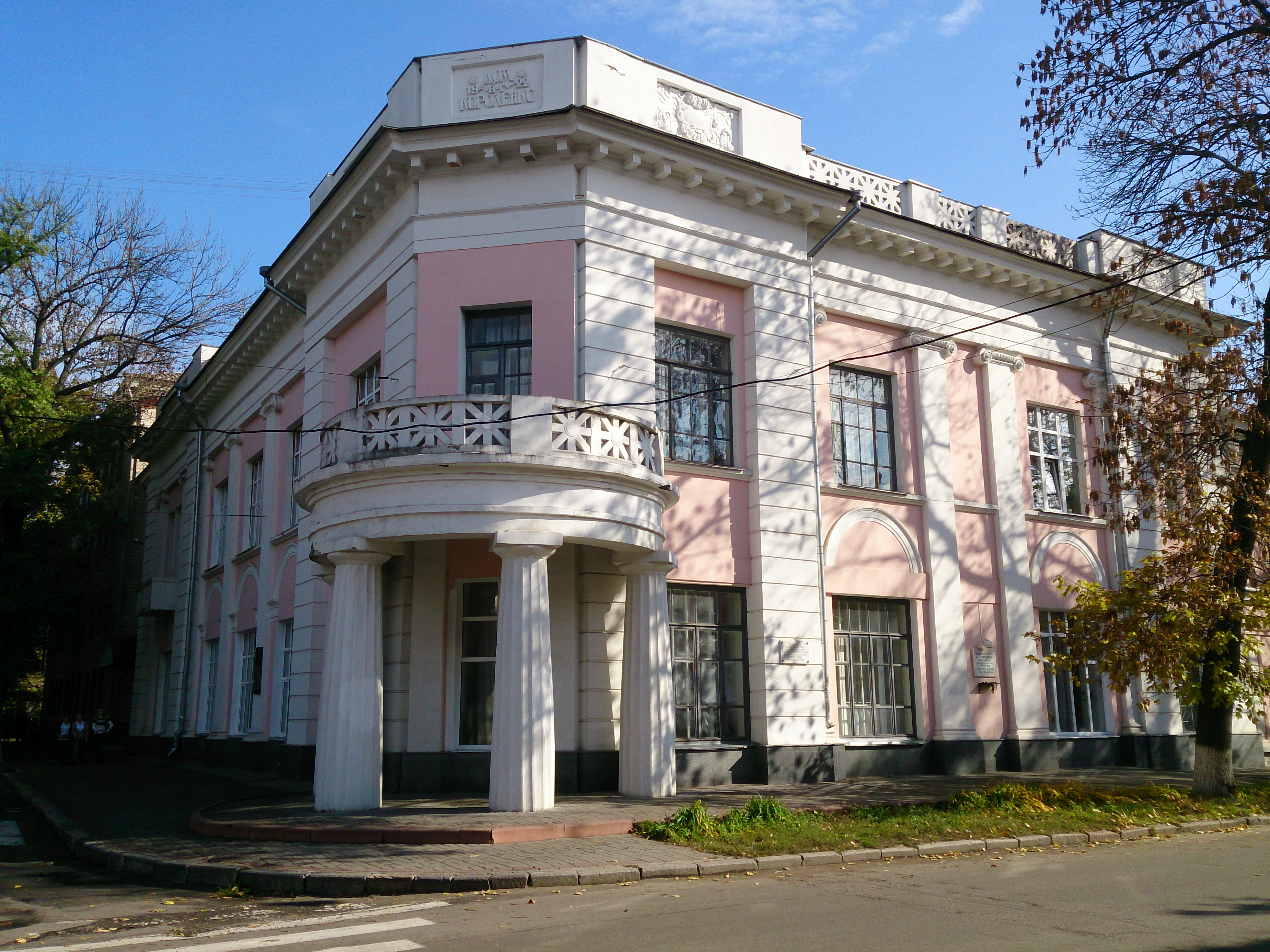
Народный дом имени В. Г. Короленко
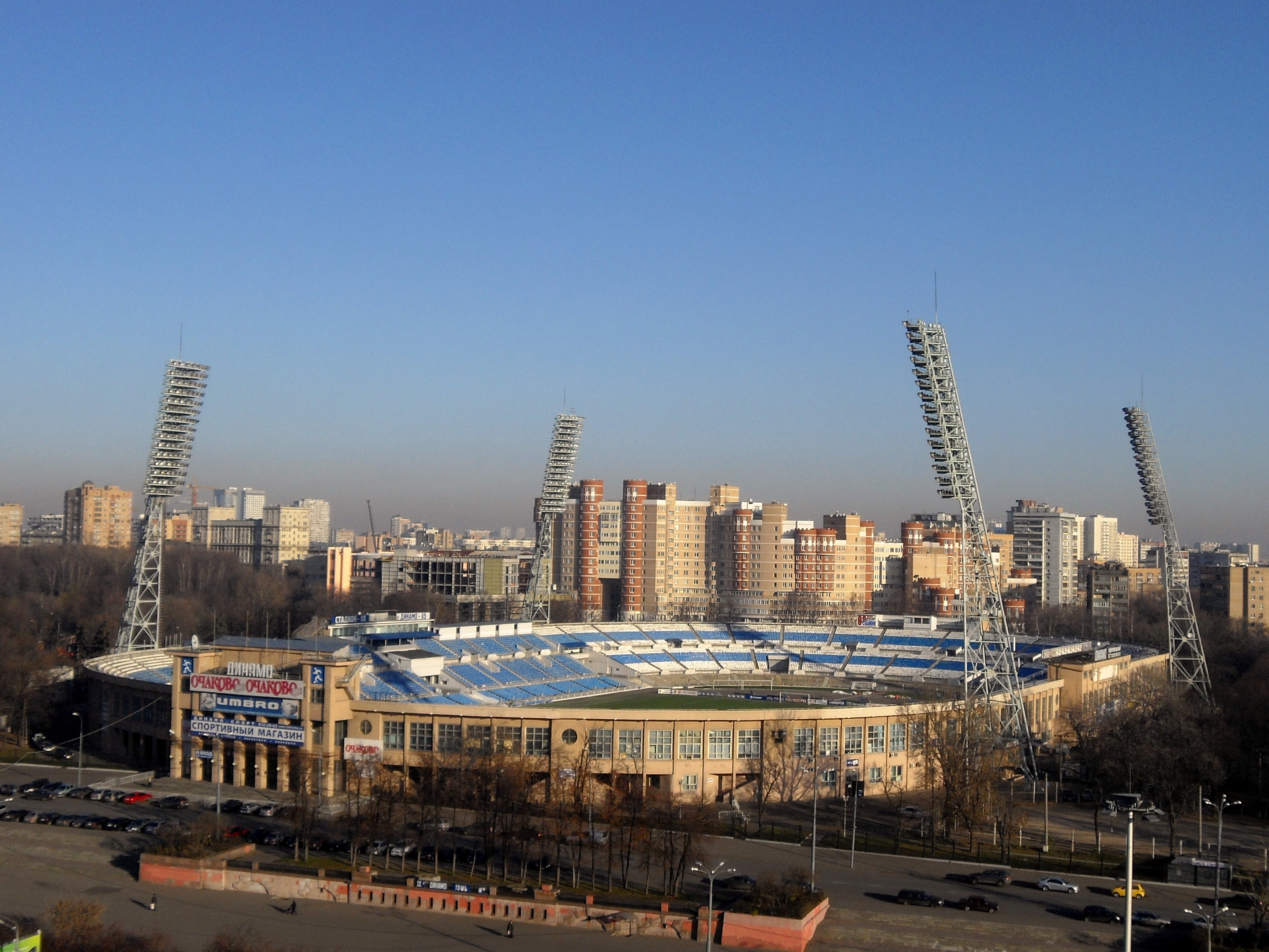
Стадион «Динамо»
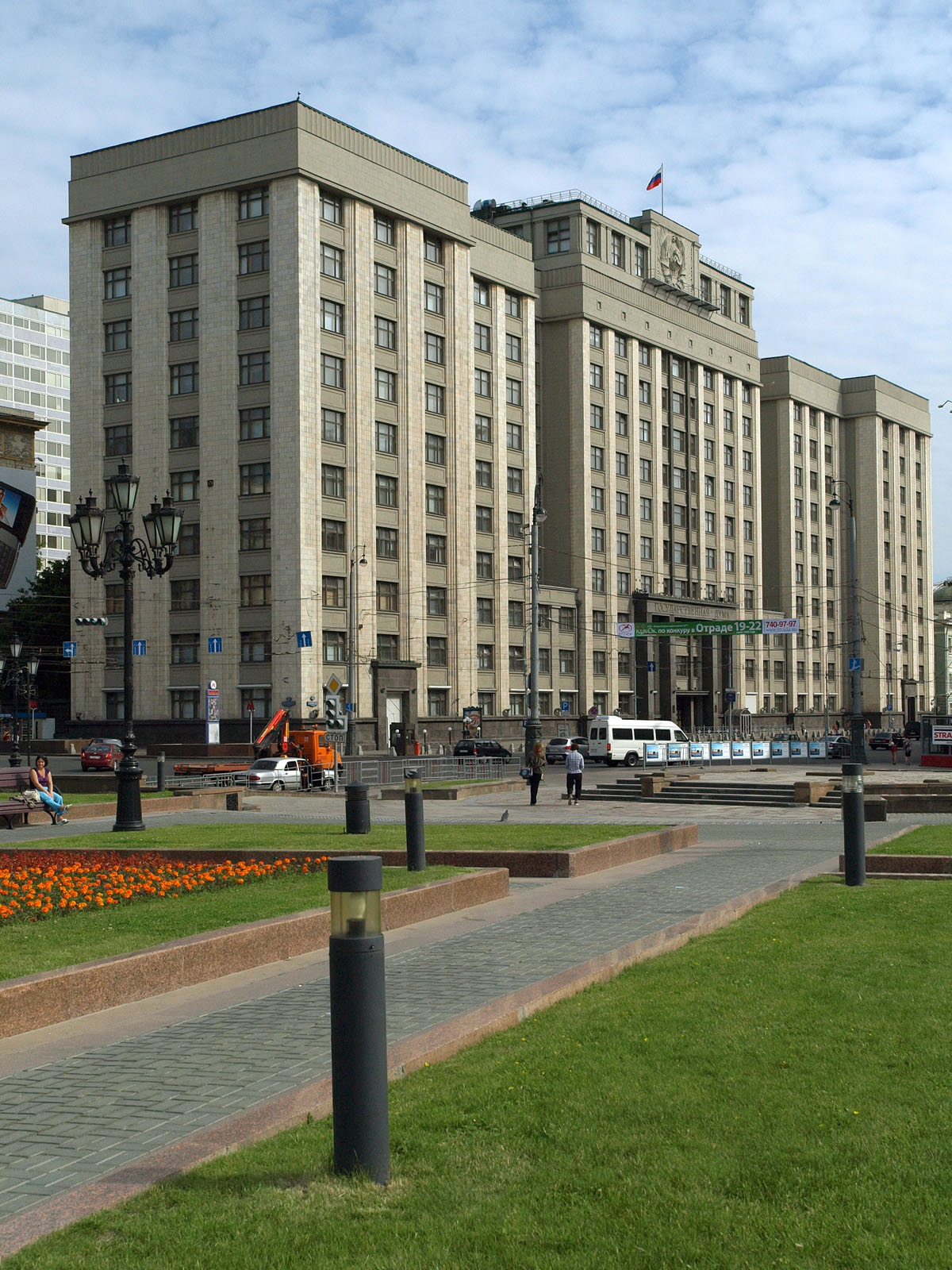
Здание Совета Труда и Обороны
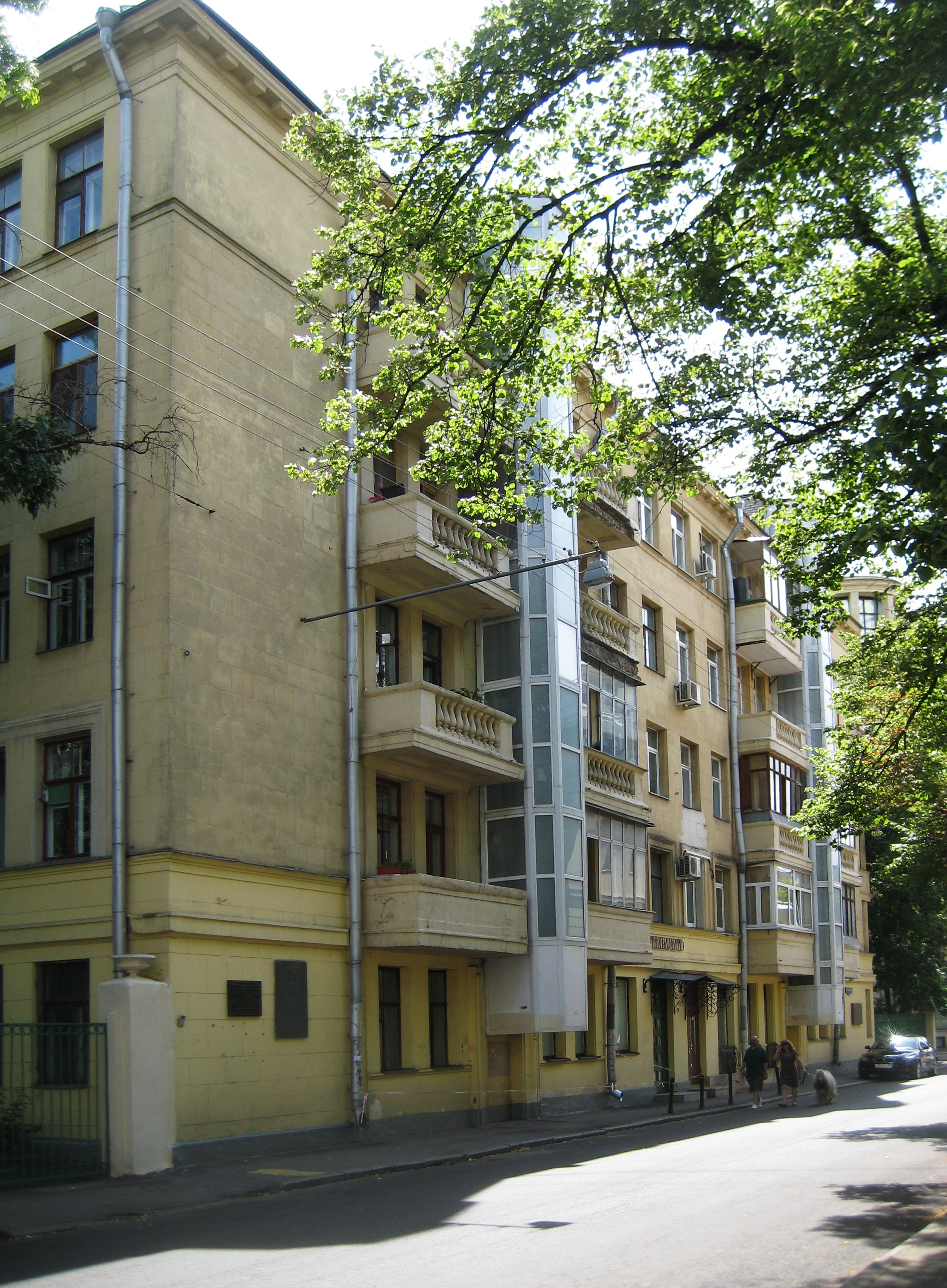
Кооперативный жилой дом архитекторов и строителей
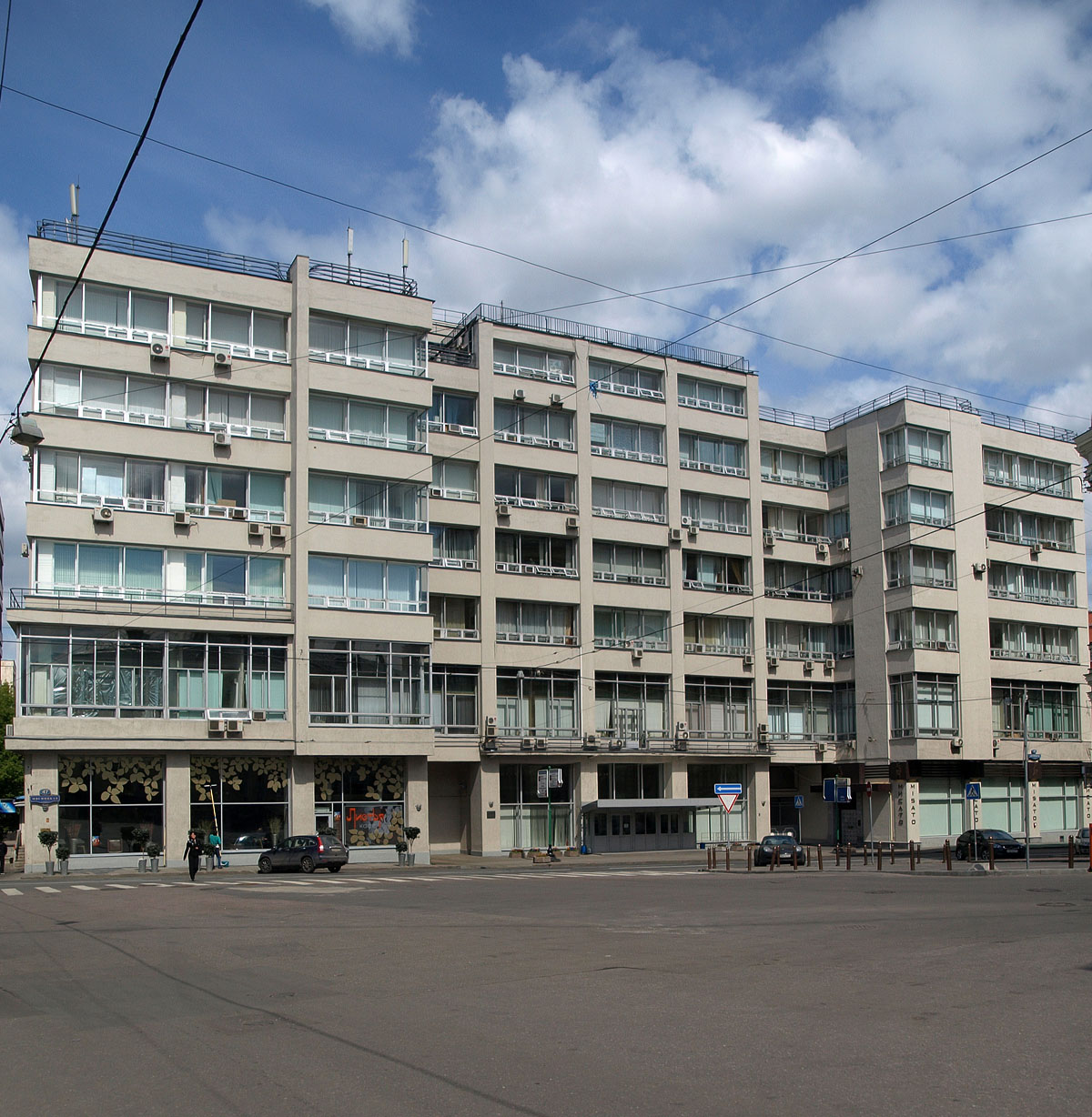
Здание Госторга